# M93 (astronomia)
M 93 (conosciuto anche come Messier 93 o NGC 2447) è un ammasso aperto visibile nella costellazione della Poppa. È uno degli oggetti più meridionali catalogati dal Messier ed è di facile osservazione.

## Osservazione

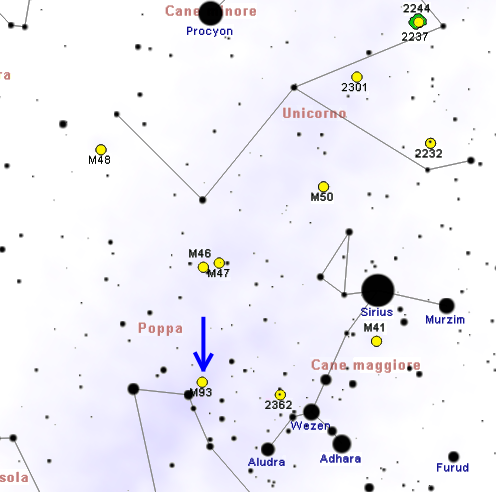
Mappa per individuare M93.

M93 è facile da individuare, trovandosi circa 1° a nordovest della stella ξ Puppis, nella parte centro-settentrionale della costellazione; è uno degli ammassi più piccoli, ma allo stesso tempo uno dei più brillanti della Poppa. È al limite estremo della visibilità ad occhio nudo: si può provare ad individuarlo se si osserva in una notte particolarmente nitida e buia, a patto di conoscerne esattamente la posizione; con un binocolo 10x50 appare di forma leggermente allungata e già si risolvono alcune delle componenti, che diventano una trentina con un 20x80. Un piccolo telescopio amatoriale come un 140mm consente di risolverlo completamente in decine dei minute stelline, mentre un telescopio potente, come un 300mm, rivela circa un centinaio di componenti fino alla tredicesima magnitudine.
M93 si trova nell'emisfero australe, a una declinazione di quasi -24°; i luoghi più adatti dunque per la sua osservazione sono quelli dell'emisfero sud della Terra o al limite la fascia tropicale, sebbene sia comunque visibile senza difficoltà anche dalla fascia temperata boreale. In prossimità del circolo polare artico diventa invisibile.

## Storia delle osservazioni
L'ammasso fu scoperto da Charles Messier nel 1781, che lo descrive così:"Un ammasso di piccole stelle senza nebulosità, fra il Cane Maggiore e la prua della Nave."; lo inserì nel suo catalogo con il numero 93, ed è oggi uno degli oggetti più meridionali da lui catalogati. Fu in seguito riosservato da William Herschel, che nel 1783 lo risolse completamente in stelle fino alla tredicesima magnitudine; anche l'ammiraglio Smith dedica del tempo a quest'oggetto, indicandolo come un ammasso a forma di pesce e con la parte sudoccidentale più luminosa.

## Caratteristiche
M93 è a una distanza di circa 3.600 anni luce dalla Terra, dunque sul bordo esterno del nostro braccio di spirale, il Braccio di Orione, mentre il suo raggio è stimato essere compreso tra 10 e 12 anni luce (dunque un diametro di circa 22 anni luce); la sua età è stimata in circa 100 milioni di anni. Le stelle più brillanti di M93 sono giganti blu del tipo B9, di magnitudine apparente 8,20. L'indice di colore B-V dell'ammasso è di 0,37, con un assorbimento di quasi 0,2 magnitudini, dovuto principalmente all'assorbimento da parte della polvere interstellare.

### Libri
- (EN) Stephen James O'Meara, Deep Sky Companions: The Messier Objects, Cambridge University Press, 1998, ISBN 0-521-55332-6.

### Carte celesti
- Toshimi Taki, Taki's 8.5 Magnitude Star Atlas, su geocities.jp, 2005. URL consultato il 7 novembre 2010 (archiviato dall'url originale il 5 novembre 2018). - Atlante celeste liberamente scaricabile in formato PDF.
- Tirion, Rappaport, Lovi, Uranometria 2000.0 - Volume II - The Southern Hemisphere to +6°, Richmond, Virginia, USA, Willmann-Bell, inc., 1987, ISBN 0-943396-15-8.
- Tirion, Sinnott, Sky Atlas 2000.0 - Second Edition, Cambridge, USA, Cambridge University Press, 1998, ISBN 0-933346-90-5.
- Tirion, The Cambridge Star Atlas 2000.0, 3ª ed., Cambridge, USA, Cambridge University Press, 2001, ISBN 0-521-80084-6.